# Школа праксиса
Школа праксиса (хорв. Praxis filozofija) — направление в хорватской и югославской философии, характеризующееся как версия недогматического (хорв. nedogmatskog) марксизма.

## История
Основными центрами философского движения были Белград и Загреб, а на острове Корчула c 1963 по 1974 год ежегодно проходила международная летняя школа (хорв. Korčulanska ljetna škola). С 1 сентября 1964 по 1974 г. школой праксиса издавался журнал «Praxis», а с апреля 1981 по 1994 г. — «Praxis International».

## Философия человека
Человек (хорв. čovjek) трактовался не просто как трудящееся существо, но как субъект свободной творческой практики (хорв. praksa, djelatnost), которая преобразует окружающий мир (хорв. svijet) и самого человека. Гайо Петрович настаивал, что практика имеет два атрибута: свободу и творческое начало (хорв. slobodu i stvaralaštvo). Именно такая практика становится критерием истины. Именно в практике человек находит посюсторонность (хорв. ovostranost), осуществленность (хорв. zbiljnost) и мощь (хорв. moć).

## Философия истории
Одной из форм практики является революция (хорв. Revolucija). Практика находит свое выражение в истории, смысл которой заключается в прогрессе и создании нового. Собственно, революция творит историю. Милан Кангрга противопоставил историю (хорв. povijest) историографии (хорв. historija). История направлена в будущее (Povijest je okrenuta u budućnost), а историография — в прошлое. Равным образом различались исторические и историографические личности. Коперник и Тесла исторические личности (хорв. povijesne ličnosti), а Гитлер и Муссолини историографические. Препятствием для истории могут служить общественные институты, которые приводят к отчуждению (хорв. Otuđenje). Отчуждение выражается не только в капитализме или в сталинизме (хорв. Staljinizam), но также в проекциях любых абстрактных коллективов, в том числе в государстве (хорв. država) и нации.

## Критика
Ортодоксальные марксисты критиковали «Праксис» за ревизионизм и лево-анархистский уклон. Ю. И. Семёнов называет группу журнала «Praxis» последователями социоконструктивного идеализма — учении И. Г. Фихте об абсолютном «Я», являющимся порождением общественного сознания.

## Основные представители
- Гайо Петрович
- Руди Супек
- Светозар Стоянович
- Владимир Филипович
- Данко Грлич
- Предраг Враницкий
- Милан Кангрга
- Михайло Маркович
- Бранко Бошняк
- Загорка Голубович
- Иван Кувачич